# Gran Corte della Vicaria
La Gran Corte della Vicaria, che nacque dalla fusione del Tribunale del Vicario con la Gran Corte, fu istituita da Carlo II d'Angiò e costituiva la prima magistratura di appello di tutte le corti del Regno di Napoli per le cause criminali e civili.

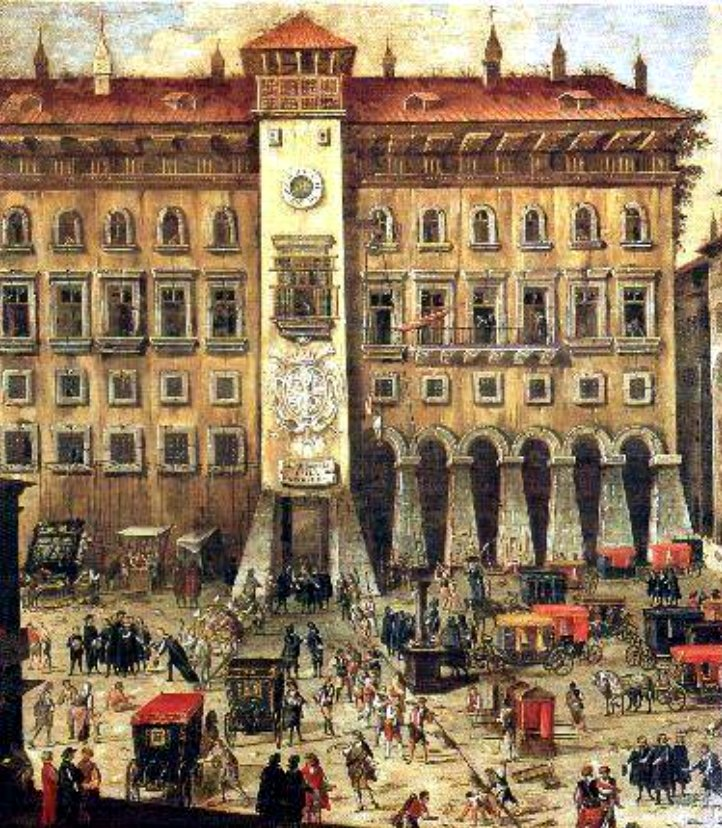
La sede di Castel Capuano in un dipinto del XVII secolo

Ebbe la sua prima sede a Napoli, fu trasferita temporaneamente a Frattamaggiore  nel 1493 a causa di un'epidemia che colpì la città partenopea. A seguito della riforma del 1537 voluta da Don Pedro di Toledo, fu spostata con tutte le magistrature a Castel Capuano. Era strutturata in quattro sezioni, due riservate alle cause civili e altrettante a quelle criminali. In particolare, giudicava in prima istanza su alcune materie sia del ramo civilistico (pupilli, vedove, sfratti) che di quello criminale (reati commessi nel napoletano), mentre per quest'ultima branca decideva in appello per tutti i decreti emanati nelle province del Regno.
Divenne un tribunale secondario dopo la creazione del Sacro Regio Consiglio.
Durante la Repubblica Napoletana del 1799 venne temporaneamente ridefinita in "Gran Corte Nazionale", con presidente Giacinto Dragonetti.